# Druga Crnogorska Liga 2023/24
Die Druga Crnogorska Liga 2023/24 war die 18. Spielzeit der zweithöchsten montenegrinischen Fußballliga. Sie begann am 19. August 2023 und endete am 19. Mai 2024.

## Modus
Die zehn Mannschaften traten an 36 Spieltagen jeweils viermal gegeneinander an, zweimal zu Hause und zweimal auswärts. Der Tabellenerste stieg direkt in die Prva Crnogorska Liga auf, während der Zweite und Dritte über die Relegation aufsteigen konnten. Die letzten zwei Teams stiegen in die Treća Crnogorska Liga ab.

## Vereine
| Verein                     | Stadt              | Stadion                 | Kapazität |
| -------------------------- | ------------------ | ----------------------- | --------- |
| FK Podgorica               | Podgorica          | DG Arena                | 4.300     |
| FK Berane                  | Berane             | Gradski Stadion         | 11.0000   |
| FK Bokelj Kotor            | Kotor              | Pod Vrmcem              | 5.000     |
| FK Grbalj Radanovići       | Radanovići (Kotor) | Stadion Radanovićima    | 1.500     |
| FK Igalo 1929              | Igalo              | Stadion Solila          | 1.600     |
| FK Internacional Podgorica | Podgorica          | Kamp SF Gore Mesto      | 1.500     |
| FK KOM Podgorica           | Podgorica          | Stadion Zlatica         | 3.000     |
| FK Iskra Danilovgrad       | Danilovgrad        | Braća Velašević Stadion | 2.500     |
| FK Lovćen Cetinje          | Cetinje            | Stadion Obilića Poljana | 2.000     |
| FK Otrant-Olympic          | Podgorica          | Stadion Akademija       | 0500      |

## Abschlusstabelle
| Pl. | Verein                         | Sp. | S  | U  | N  | Tore    | Diff. | Punkte |
| --- | ------------------------------ | --- | -- | -- | -- | ------- | ----- | ------ |
| 1.  | FK Bokelj Kotor                | 36  | 24 | 8  | 4  | 071:280 | +43   | 80     |
| 2.  | FK Otrant-Olympic              | 36  | 23 | 10 | 3  | 064:200 | +44   | 79     |
| 3.  | FK Podgorica                   | 36  | 16 | 9  | 11 | 063:510 | +12   | 57     |
| 4.  | FK Grbalj Radanovići           | 36  | 15 | 9  | 12 | 048:480 | ±0    | 54     |
| 5.  | FK Igalo 1929                  | 36  | 13 | 7  | 16 | 040:380 | +2    | 46     |
| 6.  | FK Iskra Danilovgrad (A)       | 36  | 12 | 7  | 17 | 036:480 | −12   | 43     |
| 7.  | FK KOM Podgorica               | 36  | 12 | 5  | 19 | 052:580 | −6    | 41     |
| 8.  | FK Lovćen Cetinje (N)          | 36  | 10 | 11 | 15 | 036:580 | −22   | 41     |
| 9.  | FK Internacional Podgorica (N) | 36  | 7  | 11 | 18 | 036:610 | −25   | 32     |
| 10. | FK Berane                      | 36  | 6  | 7  | 23 | 034:700 | −36   | 25     |

Platzierungskriterien: 1. Punkte – 2. Direkter Vergleich (Punkte, Tordifferenz, geschossene Tore) – 3. Tordifferenz – 4. geschossene Tore

| (A) | Absteiger aus der Prva Crnogorska Liga 2022/23   |
| (N) | Aufsteiger aus der Treća Crnogorska Liga 2022/23 |

## Relegation
Der Achtplatzierte der Prva Crnogorska Liga spielte gegen den Dritten der Druga Liga, der Neuntplatzierte gegen den Zweiten der Druga Liga. Die Spiele fanden am 31. Mai und 4. Juni 2024 statt.
|                   | Gesamt |                           | Hinspiel | Rückspiel |
| ----------------- | ------ | ------------------------- | -------- | --------- |
| FK Otrant-Olympic | 3:2    | OFK Mladost Donja Gorica  | 1:0      | 2:2       |
| FK Podgorica      | 1:3    | FK Jedinstvo Bijelo Polje | 1:3      | 0:0       |